# Nikola Radulović
Nikola Radulović (Zagreb, 26. travnja 1973.) hrvatsko-talijanski je profesionalni košarkaš. Ima talijansko državljanstvo. Igra na poziciji krilnog centra, a trenutačno je član talijanskog drugoligaša New Basket Brindisi.

## Karijera
S Air Avellinom je 2008. osvojio talijanski kup, pobijedivši u finalu 73-67 La Fortezzu Bolognu. Radulović je za 29 minuta provedenih na parketu ubacio 14 poena kojima je pridodao i četiri skoka.

## Talijanska reptezentacija
Bio je član talijanske košarkaške reprezentacije koja je na Europskom prvenstvu u Švedskoj 2003. uzela brončanu medalju, a na Olimpijskim igrama u Ateni 2004. srebrnu medalju. 

## Ordeni
- Ufficiale Ordine al Merito della Repubblica Italiana: 2004.[2]

## Vanjske poveznice
- Profil  Arhivirana inačica izvorne stranice od 18. veljače 2009. (Wayback Machine) na Lega Basket Serie A